# 聖ソフィア大聖堂 (キーウ)
聖ソフィア大聖堂（せいソフィアだいせいどう、ウクライナ語: Собор святої Софії）はウクライナの首都、キーウの真中心にあるキリスト教の大聖堂である。ウクライナ最初の中央政権国家キエフ・ルーシ最大の聖堂として1037年に建立された。10世紀から13世紀、15世紀から18世紀の間、キエフ府主教の主教座大聖堂であった。現代において、11世紀から18世紀までのウクライナ建築史上最も名立たる教会であるとされる。1990年に「キーウの聖ソフィア大聖堂と関連する修道院群及びキーウ・ペチェールシク大修道院」の一部として世界遺産リストに登録された。

## 歴史

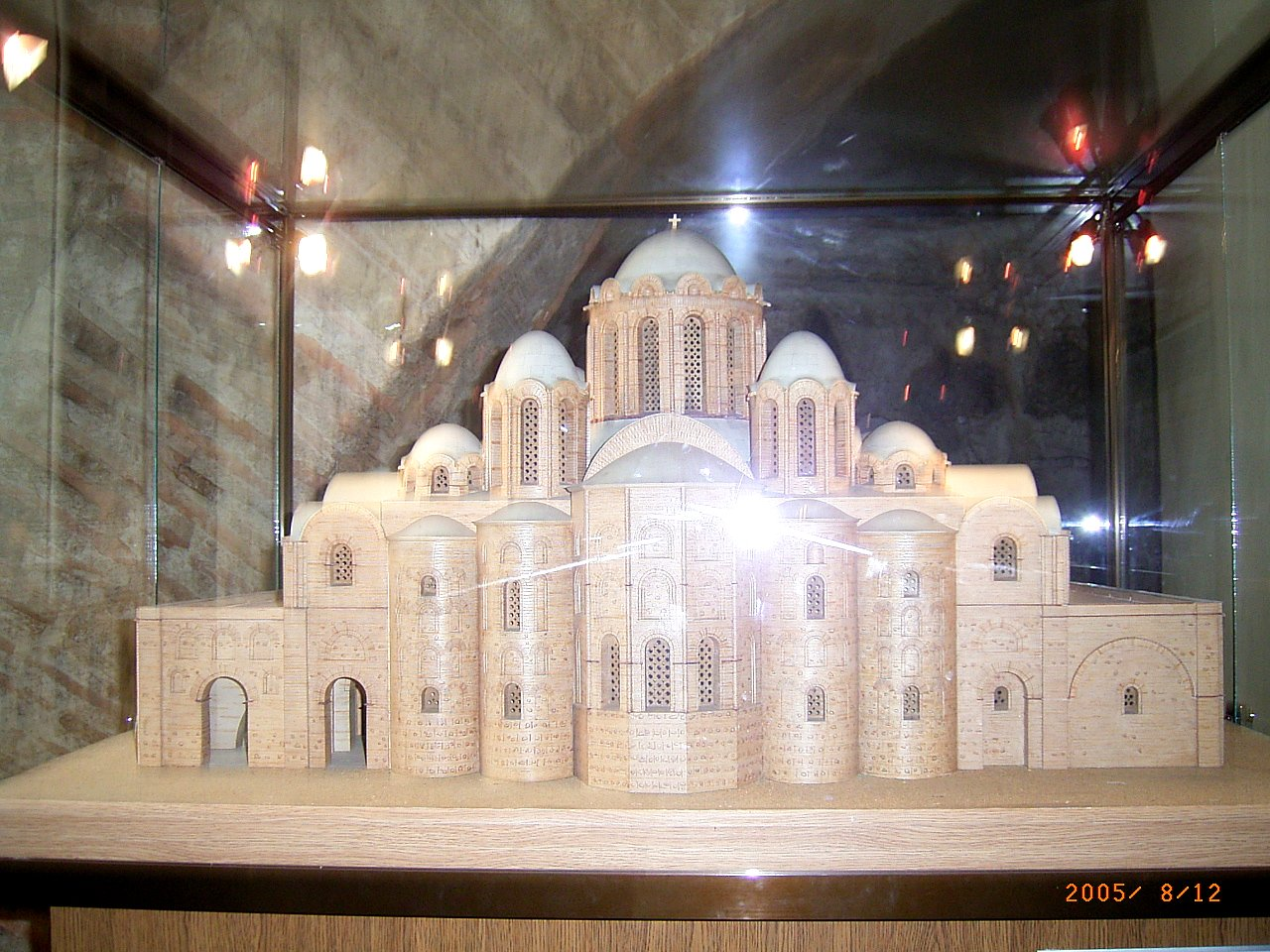
ルーシ時代の大聖堂の模型。

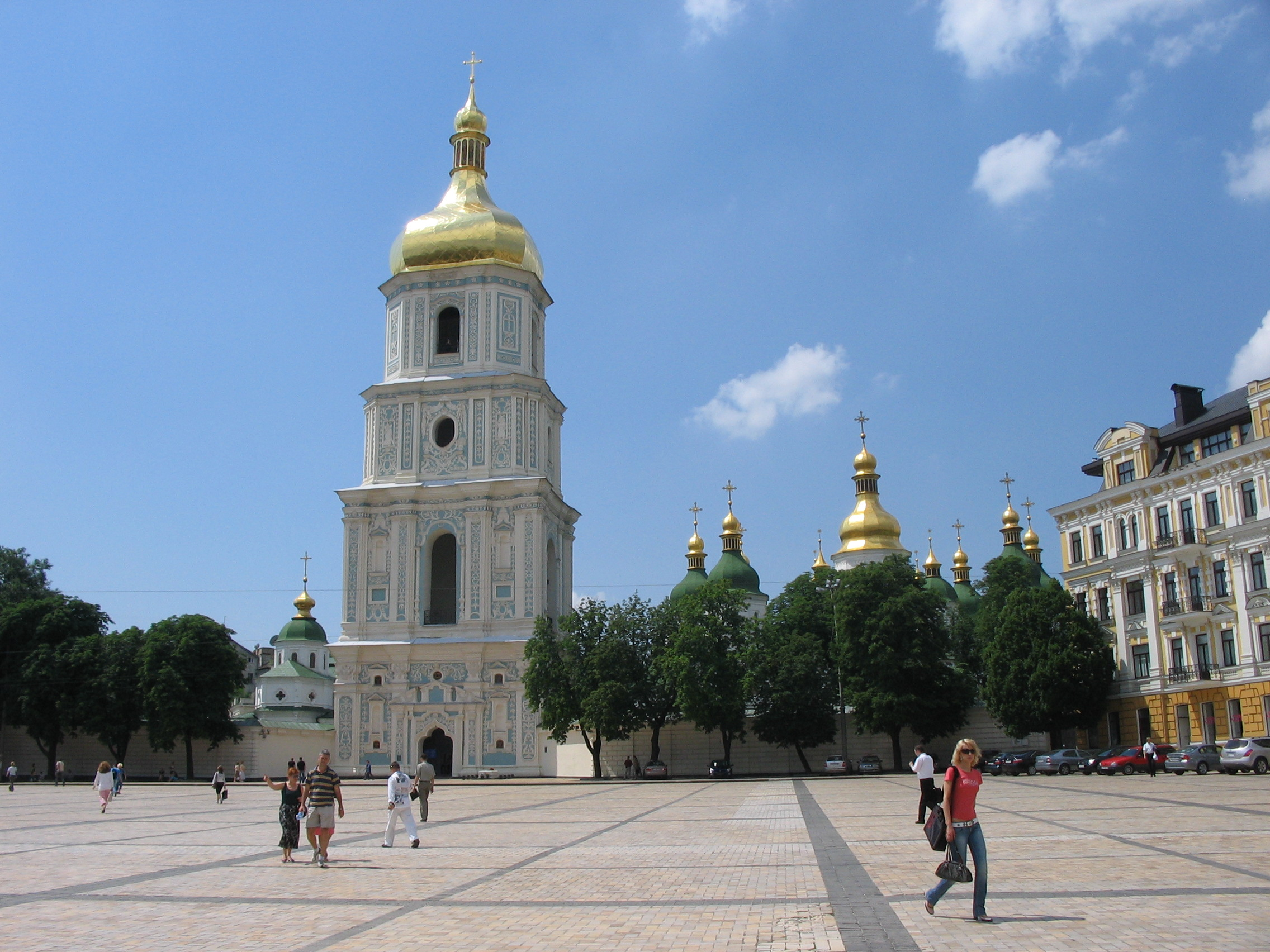
マザッパの時代に立てられた大聖堂前の塔。

ルーシ年代記によれば、聖ソフィア大聖堂は1017年ないし1037年にキエフ大公国のヤロスラウ大公によって建立されたのである。また、同じの年代記の伝説によれば、その大聖堂はヤロスラウがペチェニーヒの大軍を破り、大勝利を得た場所に建てられたという。
聖ソフィア大聖堂は、キリスト教と国家の権威を主張するために造られた。その大聖堂は11世紀から13世紀半ばまでに、キーウおよび全ルーシの府主教の座、大公たちの即位儀式・結婚式・葬式の場所、それに、異国使節団の接待の場所として多面的に利用されてきた。大聖堂ではルーシ初の図書館と大学が存在し、国家の歴史編纂作業も行われていた。
キーウの聖ソフィア大聖堂は中世ヨーロッパの建築の中で最も大きい建物の一つであった。その広さは54.6メートル、長さは41.7メートル、床から中央ドームまでの高さは28.6メートルほどであった。5つのネーヴと5つのアプスを有するギリシア十字式の聖堂にイエス・キリストとその12人の使徒を表現する13のドームを保有する世界で唯一の特徴的な建築様式を誇っており、ポラツクやノヴゴロドの聖ソフィア大聖堂、そしてペチェールシク大修道院や聖ミハイル黄金ドーム修道院などのルーシ聖堂建築に大きな影響を与えた。大聖堂内では色彩に富んだモザイク・フレスコ・イコンがあった。全体として、大聖堂はビザンツ様式でたてられ、レンガ色の壁と鉛色のドームを持っていた。その名称は、ビザンツ帝国のコンスタンティノポリスにあった聖ソフィア大聖堂にちなんで名付けられたといわれている。
1169年にキーウは、キエフ大公国の後継国家で、現在のロシアの故郷とよばれるウラジーミル・スーズダリ大公国の軍勢によって略奪された。そのときは、聖ソフィア大聖堂は初めて大きな被害を受けた。その後、1240年、キーウはルーシに侵入したモンゴル帝国の大軍によって包囲されて占領され、キエフ・ルーシが亡び、大聖堂は部分的に荒れ果てた。
1569年に聖ソフィア大聖堂はウクライナ・カトリック教会の司教座となり、大聖堂内では本格的に修理が行われた。1633年になると、その大聖堂はウクライナ正教会の手に渡され、イタリアの建築家、オクタヴィーノ・マンチーニが修理作業を指導した。イヴァン・マゼーパによって始められた作業はようやく1740年に終わった。大聖堂は内部の古来の装飾が保存され、外部だけはウクライナ・バロック様式で造りかえられた。現存している聖ソフィア大聖堂は当時の姿のままであり、美しい玉葱形の塔が聖ワシリイ大聖堂の造形と類似している。
聖ソフィア大聖堂は、東ヨーロッパの諸国にとっては最も重要なキリスト教の故地のひとつである。
1934年、ウクライナ・ソビエト社会主義共和国政府の命令により、聖ソフィア大聖堂とその鐘楼を基盤とする「ソフィア博物館」が設立され、国立ソフィア・キエフ保護区の前身となった。この措置は、1930年代のソビエトの反宗教キャンペーンによる破壊から大聖堂を保護した。1990年、大聖堂と18世紀の修道院建築群はユネスコ世界遺産に登録され、1994年に保護区は国立の地位を付与された。
ソビエト連邦の統治下では解体の動きもあったがそれを免れ、国有の博物館となった。ペレストロイカ期以降は正教会への返還の動きが起こったが、複雑な宗教事情のウクライナにおいて特定の教派の管理下となることを避けるため実現していない。2011年からは文化情報政策省の管理下の博物館となり、ウクライナ正教会やウクライナ東方カトリック教会などが日時をずらして使用している。

### 管理と保護
聖ソフィア大聖堂は国立ソフィア・キエフ保護区によって管理されており、年間40万人以上の訪問者を迎える博物館として運営されている。保護区は11世紀の壁画や18世紀の建築の修復、科学研究、観光案内を担当。2005年以降、大聖堂周辺の緩衝地帯（147.55ヘクタール）での建設規制が強化されているが、地下水位上昇や違法建設が保全上の課題となっている。

## モザイク

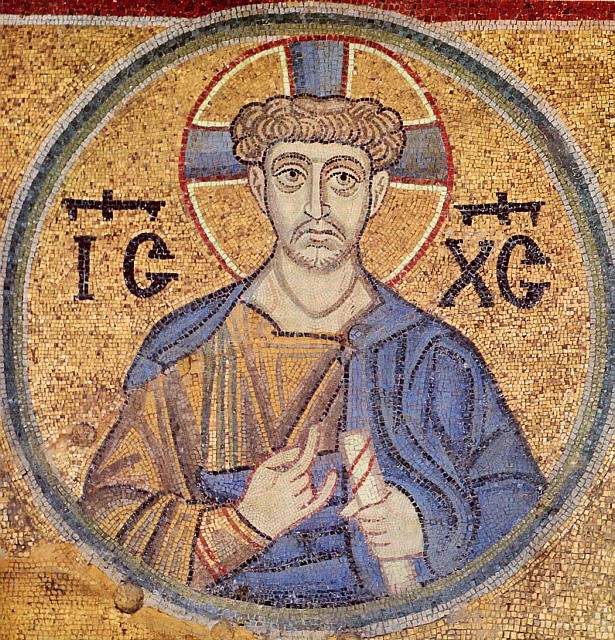
救世主
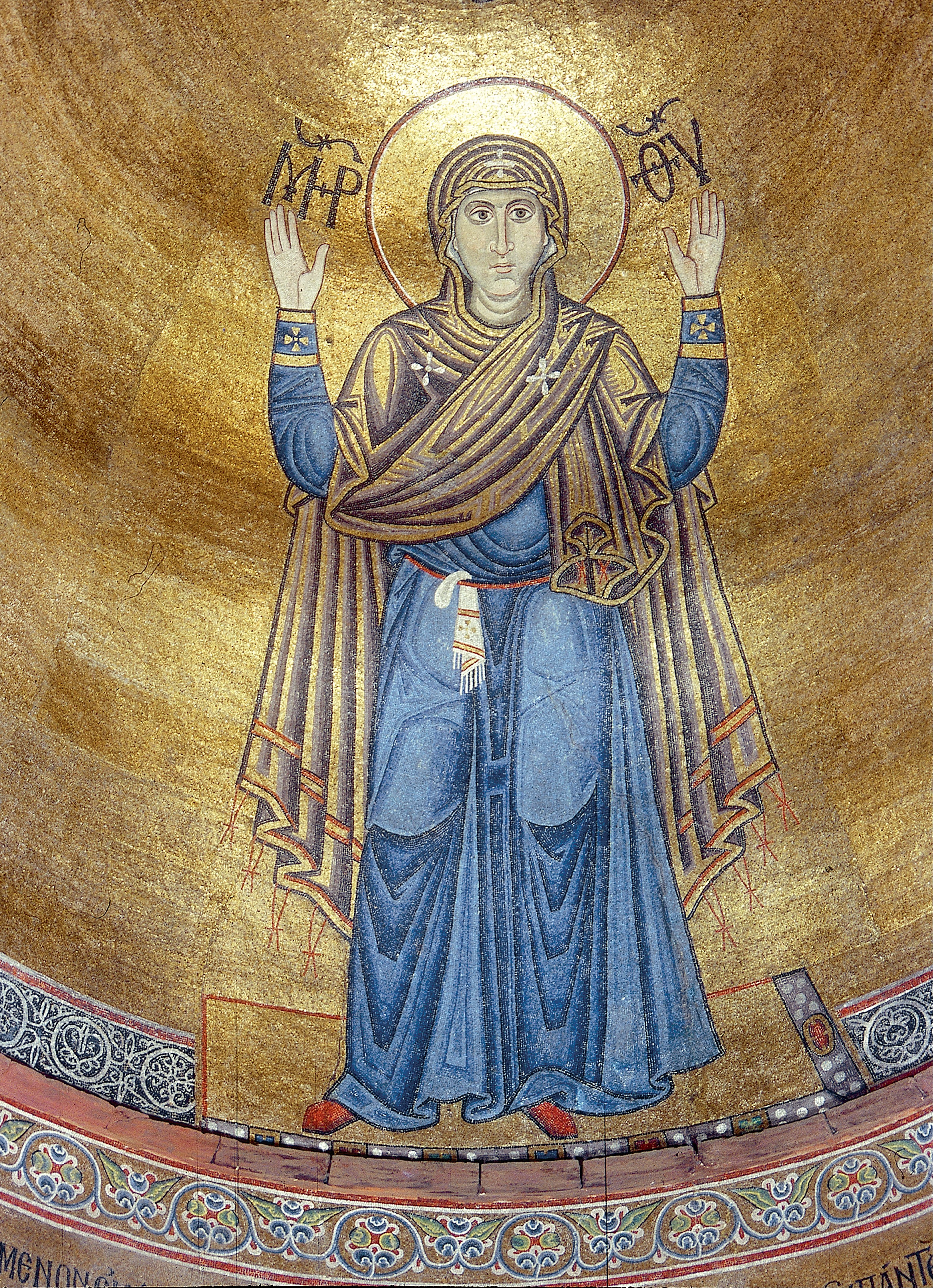
祈る聖母（英語版）
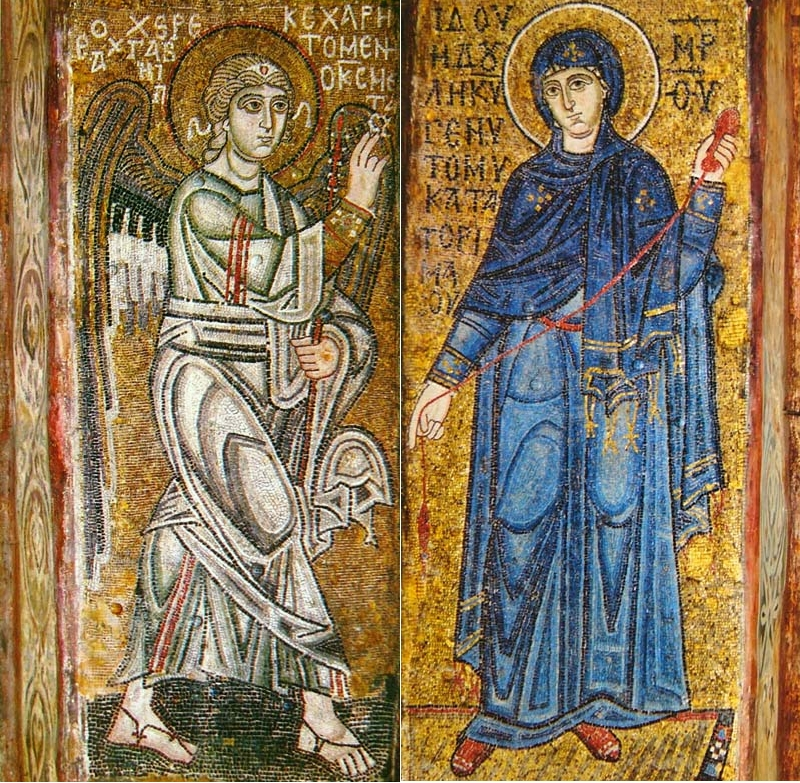
受胎告知
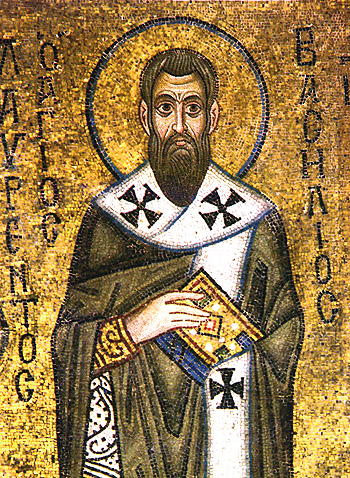
カイサリアのバシレイオス
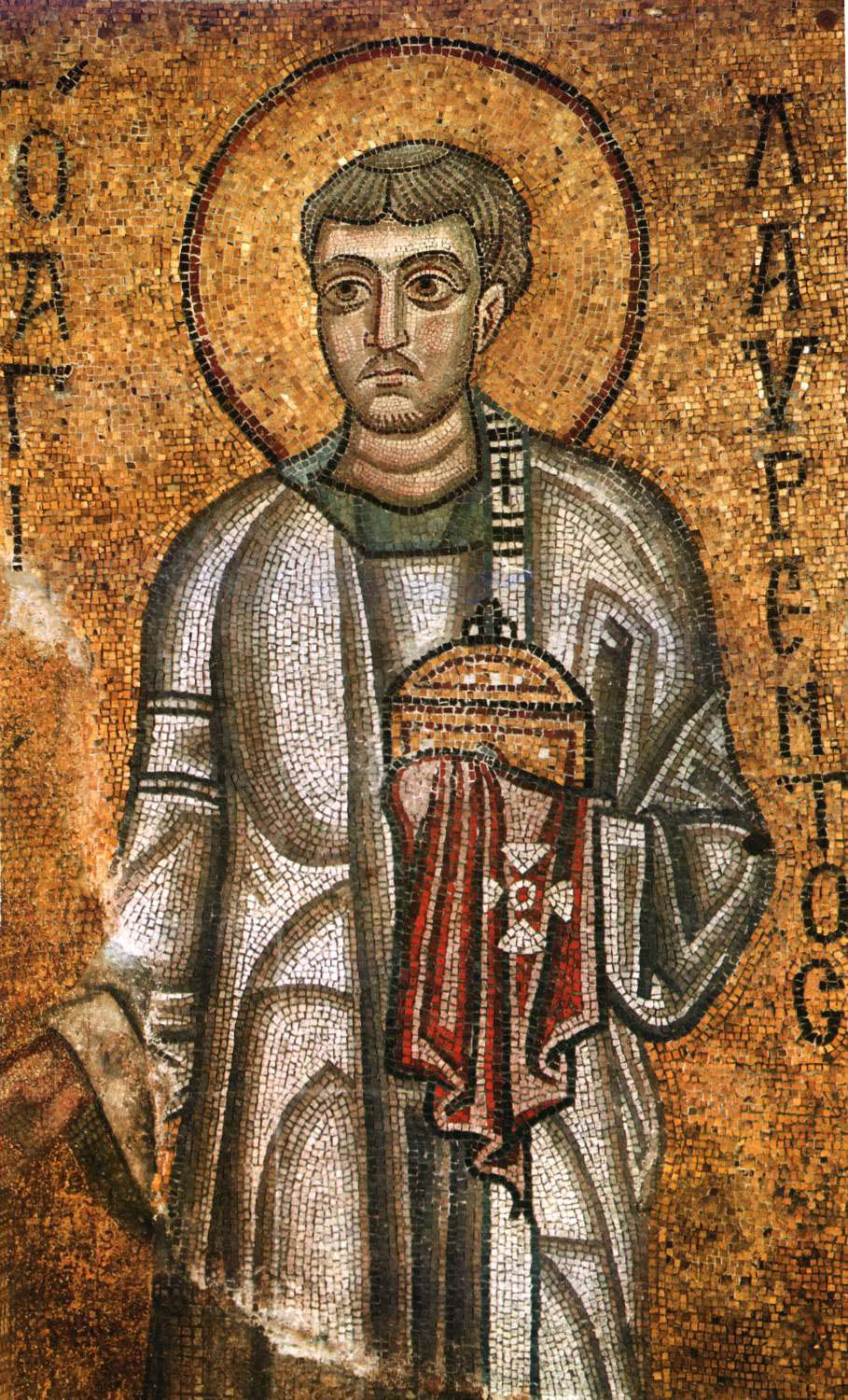
ローマのラウレンティウス

## 壁画

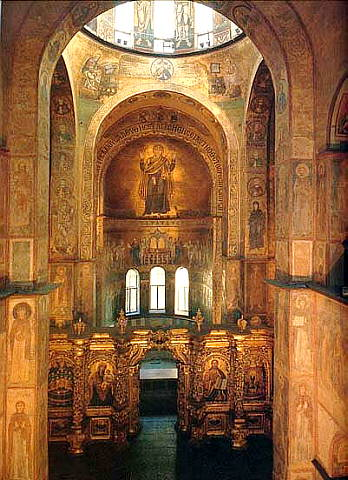
大聖堂のアプス （11世紀）
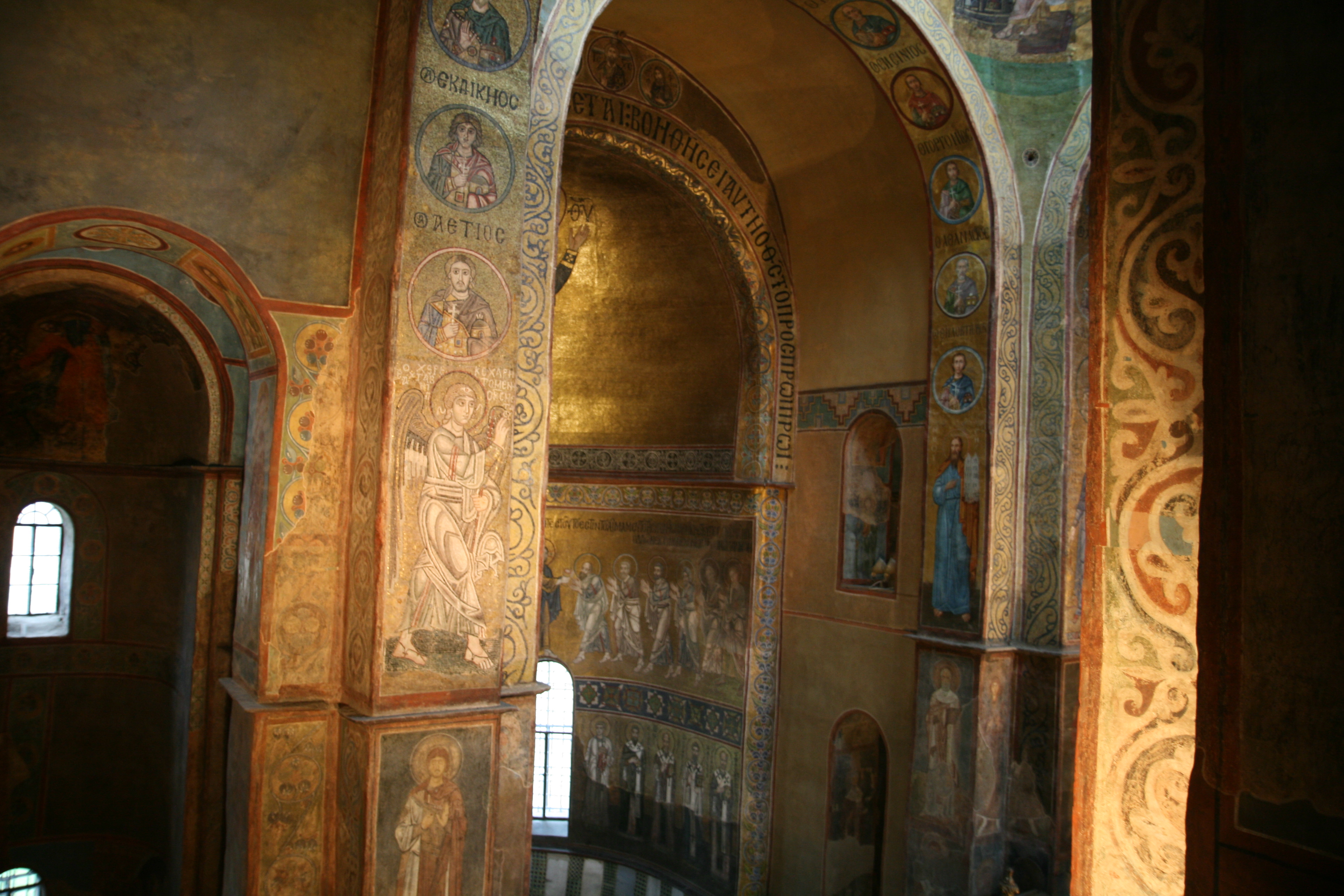
大聖堂のアプス （11世紀）
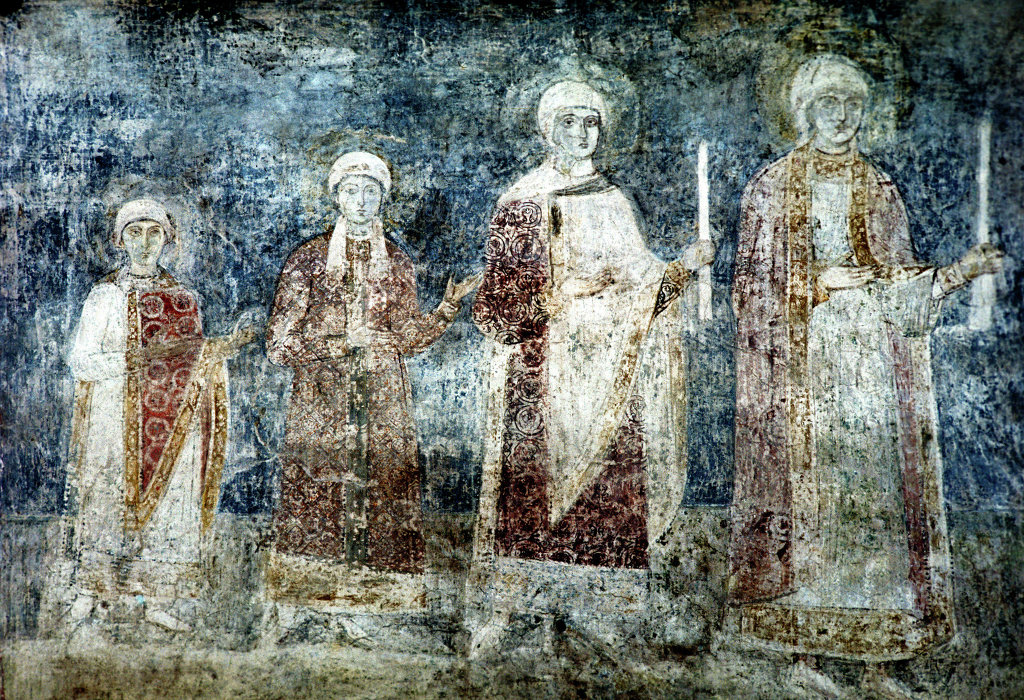
ヤロスラーウ賢公の娘たち （11世紀）
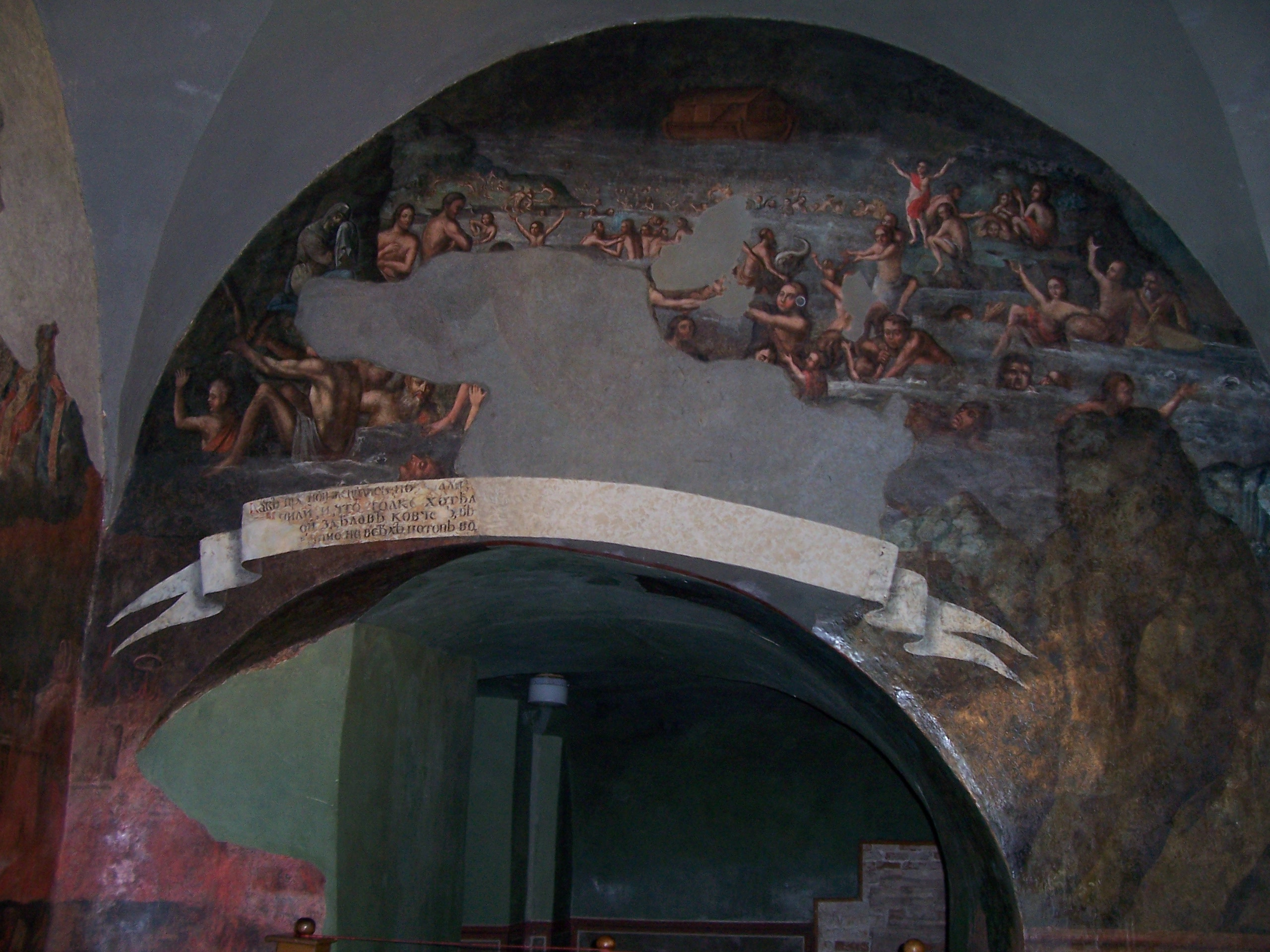
大洪水 (17世紀）

## 世界遺産
聖ソフィア大聖堂は、キーウ・ペチェールシク大修道院などとともに「キーウの聖ソフィア大聖堂と関連する修道院群及びキーウ・ペチェールシク大修道院」として、1990年に世界遺産に登録された（ID527）。

## 国立歴史的建築保存物
- 聖ソフィア大聖堂
- 鐘楼
- 府主教の家
- 教会食堂
- 共済組合
- 神学校
- 教区司法機関 (хлібня)
- 南門屋敷
- ザボロフスキー門
- 修道士部屋
- 聖堂宿泊施設
- ヤロスラフ1世記念図書館